# FK 안디잔
FK 안디잔(우즈베크어: Андижон профессионал футбол клуби)은 아디잔을 연고로 하는 우즈베키스탄의 축구단이다. 현재 우즈베키스탄 슈퍼리그에 참가하고 있다.

## 우승
- 우즈베키스탄 프로리그: 2005

## 선수 명단

### 현역
참고: FIFA 자격 규정에 따라 소속된 국가대표팀 국기를 표시합니다. 선수는 복수의 FIFA 비회원국 국적을 가지고 있을 수 있습니다.
| 번호 | 포지션 | 국적 | 이름 |
| ---- | ------ | ---- | ---- |

| 번호 | 포지션 | 국적 | 이름 |
| ---- | ------ | ---- | ---- |

## 역대 감독
| 감독          | 임기   |
| ------------- | ------ |
| 막심 샤츠키흐 | 2025 ~ |

틀:FK 안디잔 감독